# Bo Rangers FC
El Bo Rangers FC és un club de futbol de Sierra Leone de la ciutat de Bo. Disputa els seus partits a l'Estadi Bo. Vesteix de color verd.

## Entrenadors
- Ernest Solomon Hallowell Shaka
- Mohammed Regers
- Vandy Massaquoi
- Solomon Williams
- Stephen Morseray